# Août 1952

## Évènements
- Le Guomindang chinois lance sa troisième opération à destination de la Chine, avec les 30 000 hommes dont il dispose en Birmanie.
- Août - septembre (Kenya) : révolte des Mau Mau (Kenya Land and Freedom Army), secte politico-religieuse qui s’oppose par la terreur à la présence des Blancs, provoquée par l’inégalité dans la répartition des terres et des charges au début de l’année.

- 2 août : 
  - la Soviétique A. Samossadova, sur planeur A-9 no 10, établit un record de vitesse sur parcours triangulaire de 100 km de 53,665 km/h.
  - Le Daily Express Trophy britannique est remporté par R.H. McIntosh, sur Percival Proctor.
  - Jusqu’au 9 aout : le 37e congrès mondial d’espéranto a lieu à Oslo.
- 3 août (Formule 1) : Grand Prix automobile d'Allemagne.
- 4 août : début de la première « ruée vers l’uranium » de l’histoire. Le territoire qui entoure la ville minière d’Uranium City (Saskatchewan) est répartie entre des entreprises privées qui devront livrer à l’État le minerai extrait.
- 5 août : 
  - Canada : élection générale albertaine. Ernest Manning (crédit social) est réélu premier ministre de l'Alberta.
  - France : affaire Dominici. Assassinat des époux Drummond et de leur fille près de la ferme des Dominici. Quinze mois après Clovis et Gustave Dominici dénoncent leur père Gaston pour le crime.
- 6 août : premier vol du Boulton Paul p. 120 à ailes delta, appareil de recherches aux grandes vitesses.
- 9 août :
  - L’Anglais T.W. Hayhow, sur Auster Aiglet Trainer (sous-classe C1b), établit les records de parcours entre Londres et Stockholm.
  - L’Américain R.C. Faris, sur Piper Super-Cub (sous-classe C1a), poids de 476,73 kg, établit un record de distance en ligne droite de 2 191,102 km (en 11 h 59 min 30 s).
  - Le Belge R.E.A. Goemans, sur Piper Pacer (sous-classe C1b), poids de 853,5 kg, établit un record de distance sur circuit fermé sans escale de 2 500 km.
  - Le capitaine Carmichael, du Squadron 802 de la Fleet Air Arm embarqué sur le HMS Ocean, abat un MiG-15 nord-coréen à bord d'un Hawker Sea Fury Mk.11 à moteur à piston. Il s'agit de la première victoire aérienne du conflit coréen contre un appareil à réaction.
- 12 août : les dirigeants jordaniens et les membres de la famille royale s’inquiètent des réformes libérales du roi Talal et le déposent pour raisons de santé. Son fils Hussein prend le pouvoir.
- 13 août : les Allemands E.G. Haase et R. Picchio, sur planeur Condor IV, établissent un record de vitesse sur parcours triangulaire de 100 km de 80,338 km/h.
- 14 août : Mátyás Rákosi, Premier ministre en République populaire de Hongrie.
- 16 août : 
  - dictature d’Héctor Trujillo en République dominicaine (fin en 1960).
  - Premier vol du prototype de l'appareil de transport à 4 turbopropulseurs Bristol Britannia.
- 17 août :
  - Formule 1 : Grand Prix automobile des Pays-Bas.
  - L’Anglais T.W. Hayhow, sur Auster Aiglet Trainer (sous-classe C1b), établit les records de parcours entre Londres et Madrid à 184,954 km/h (6 h 49 min 1,9 s).
- 20 août : le Boulton-Paul p. 120 piloté par l’Anglais A.E. Ben Gunn, effectue un vol d’essai (le premier vol a eu lieu le 6 août 1952). L’appareil est rebelle aux efforts de son pilote, lequel pendant quelque 20 minutes tente de sauver son avion tout en donnant, par radio, ses impressions. Il saute à temps, l’appareil s’écrase.
- 22 août :
  - Premier vol de l'hydravion géant Saunders-Roe SR.45 Princess à turbopropulseurs.
  - L’Américain W.H. Coverdale Jr., sur planeur Schweizer I-23, établit un record de distance avec but fixé et retour au point de départ de 418,98 km.
- 23 août, France : Antoine Pinay quitte ses fonctions et la vie politique.
- 24 août : les troupes britanniques évacuent le canal de Suez.
- 25 août :
  - L’Américain H.E. Mistele, sur hydravion Cessna 170, au poids de 901 kg (sous-classe C2b), établit un record de vitesse sur 100 km de 175,55 km/h et un record de vitesse sur 500 km de 164,594 km/h.
  - Quatorze appareils DC-4 (alias C-54) de l’Armée américaine transportent au total 3 700 pèlerins musulmans vers La Mecque.
- 26 août : Roland P. Beamont, P. Hillwood et D.A. Waatson, équipage d'un English Electric Canberra Mk.5, volent de Aldergrove (Belfast) à Gander et retour (4 144 miles, soit 6 669 km) en 10 h 3 min 29,28 s, à la vitesse moyenne de 663,038 km/h (record du parcours homologué). Pour la première fois, le Britannia Trophy est attribué à 3 personnes à la fois. Le record établi sur le parcours Gander-Belfast : 974,503 km/h (3 h 25 min 18,13 s)
- 28 août :
  - Lors de la première des 6 attaques contre des cibles nord-coréennes, la Guided Missile Unit 90, basée à bord du porte-avions Boxer, lance un drone F6F-5K chargé d’explosifs sous le contrôle de deux AD Skyraider contre un pont de chemin de fer à Hungnam.
  - L’Américain R.H. Johnson, sur planeur Ross-Johnson 5 Saiplane, établit un record de vitesse sur parcours triangulaire de 100 km de 84,919 km/h.
  - Premier lancement d’un ballon Rockoon par une fusée (sous la direction de J.A. Van Allen). Il a lieu depuis le brise-glace Eastwind au Groenland.
- 29 août :
  - La nouvelle tactique des Nations unies en Corée sur les attaques aériennes de masse est de nouveau démontrée lors d’un raid prolongé record sur Pyongyang. La totalité de la force aérienne embarquée de la Task Force 77 fait équipe avec les 5th AF, MAW-1, avec la Republic of Korea Air Force et des éléments aériens britanniques pour semer la destruction sur des concentrations de ravitaillement dans et autour de la ville.
  - L’Américain Charles L. Davis, sur hydravion léger Piper Super-Cub (sous-classe C2a), au poids de 599,2 kg, établit un record de vitesse sur 100 km de 175,100 km/h et un record de vitesse sur 500 km de 169,567 km/h.
- 30 août : premier vol du prototype de bombardier stratégique britannique Avro Vulcan B.1.
- 31 août, Canada : feuilleton Le Survenant (série radiophonique).

## Naissances
- 4 août : Brenda Chamberlain, ancienne femme politique fédérale canadienne.
- 5 août : 
  - Éric Legrand, acteur français de doublage († 22 mai 2025).
  - Hun Sen, premier ministre du Cambodge.
- 7 août : Brigitte Maier, actrice pornographique américaine.
- 8 août :
  - Brigitte Ahrenholz, rameuse d'aviron allemande († 2018).
  - Jean-Claude Mermoud, homme politique suisse († 6 septembre 2011).
  - Jostein Gaarder, écrivain et philosophe norvégien.
- 10 août : Daniel Hugh Kelly, acteur américain.
- 14 août :
  - Pino D'Angiò, chanteur italien († 6 juillet 2024)
  - Mark Charles Lee, astronaute américain.
  - Catherine Picard, femme politique française, présidente de l'Union nationale des associations de défense des familles et de l'individu.
- 15 août : Bernard Lacombe, footballeur et entraineur français († 17 juin 2025).
- 17 août :
  - Thomas J. Hennen, astronaute américain.
  - Nelson Piquet, pilote automobile brésilien.
  - Kathryn C. Thornton, astronaute américaine.
  - Guillermo Vilas, joueur de tennis argentin.
- 18 août :
  - Kastriot Islami, homme politique albanais.
  - Patrick Swayze, acteur américain († 14 septembre 2009).
- 19 août : Renaud Van Ruymbeke, magistrat français († 10 mai 2024).
- 23 août : Klaus-Dietrich Flade, spationaute allemand.
- 30 août : 
  - Simon Bainbridge, compositeur anglais († 2 avril 2021).
  - Simon Russell, pair et personnalité politique britannique.

## Décès
- 18 août: Alberto Hurtado (52 ans), prêtre chilien, fondateur de syndicat, canonisé.
- 31 août : Henri Bourassa, politicien et nationaliste canadien.